# 河北北方学院
河北北方学院是河北省张家口市的一所綜合性本科院校。學校分為西校區（主校區）、東校區、南校區、北校区。主校區位於張家口市鑽石南路11號。2003年9月，經教育部批准，由张家口医学院、张家口农业专科学校、张家口师范专科学校三所省屬院校合并組建为河北北方学院。

## 歷史
- 1923年張家口農業高等專科學校建立。
- 1945年晉察冀白求恩衛生學校建立，1982年12月經教育部批准升格爲本科院校，定名爲張家口醫學院。
- 1956年張家口師範專科學校建立。
- 2003年9月，經國家教育部批准，張家口醫學院、張家口師範專科學校和張家口農業高等專科學校三所省屬高校合併爲河北北方學院[2][3]。

## 教學部門

北方学院醫學系

河北北方學院共有20個教學部門
。
- 基礎醫學院
- 醫學檢驗學院
- 中醫學院
- 藥學院
- 文學院
- 理學院
- 經管學院
- 演藝學院
- 外國語學院
- 藝術學院
- 信息科學與工程學院
- 法政學院
- 農林科學院
- 動物科技學院
- 繼續教育學院
- 第一臨牀醫學院
- 第二臨牀醫學院
- 第三臨牀醫學院
- 公共體育部
- 馬克思主義理論教學部

## 校園
河北北方學院現有西校區（校本部）、東校區、南校区和北校区四个校区。校園佔地面積104.53万平方米，建筑面积47.6万平方米。

### 西校區
西校區是河北北方學院主校區，學校本部所在地，位於張家口市高新區鑽石南路11號。係三所校區中佔地面積最大、設施最齊全的校取區。圖書館、在建體育館、學校主要辦公及主管部門等均設於此。
醫學、藥學等相關專業在此校區，但因宿舍等原因會安排東校區一些專業新生在西校區。
2015新生在該校區報到的學院
- 基礎醫學院
- 醫學檢驗學院
- 中醫學院
- 藥學系
- 信息科學與工程學院
- 經管學院
- 外國語學院

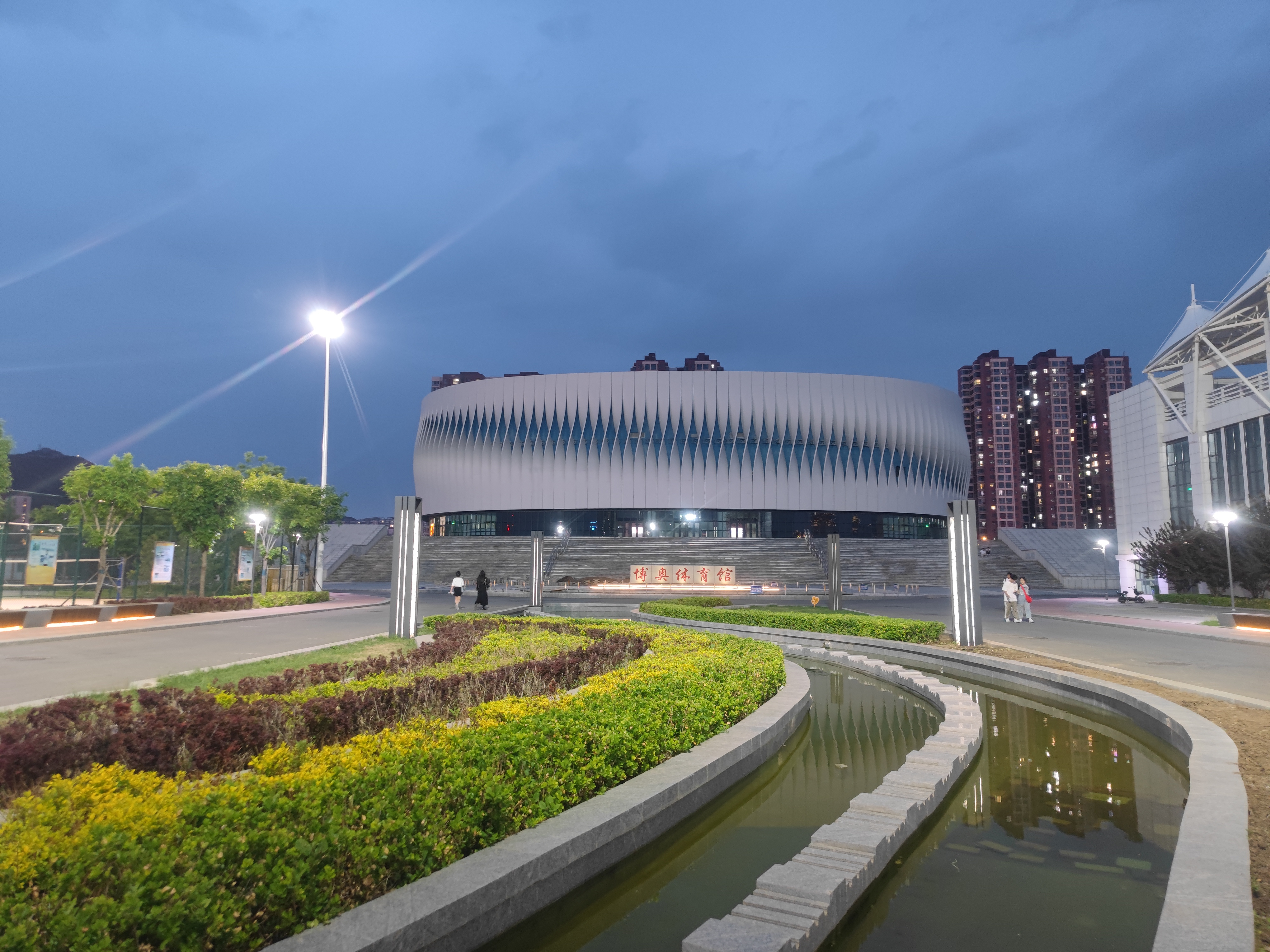
博奥体育馆
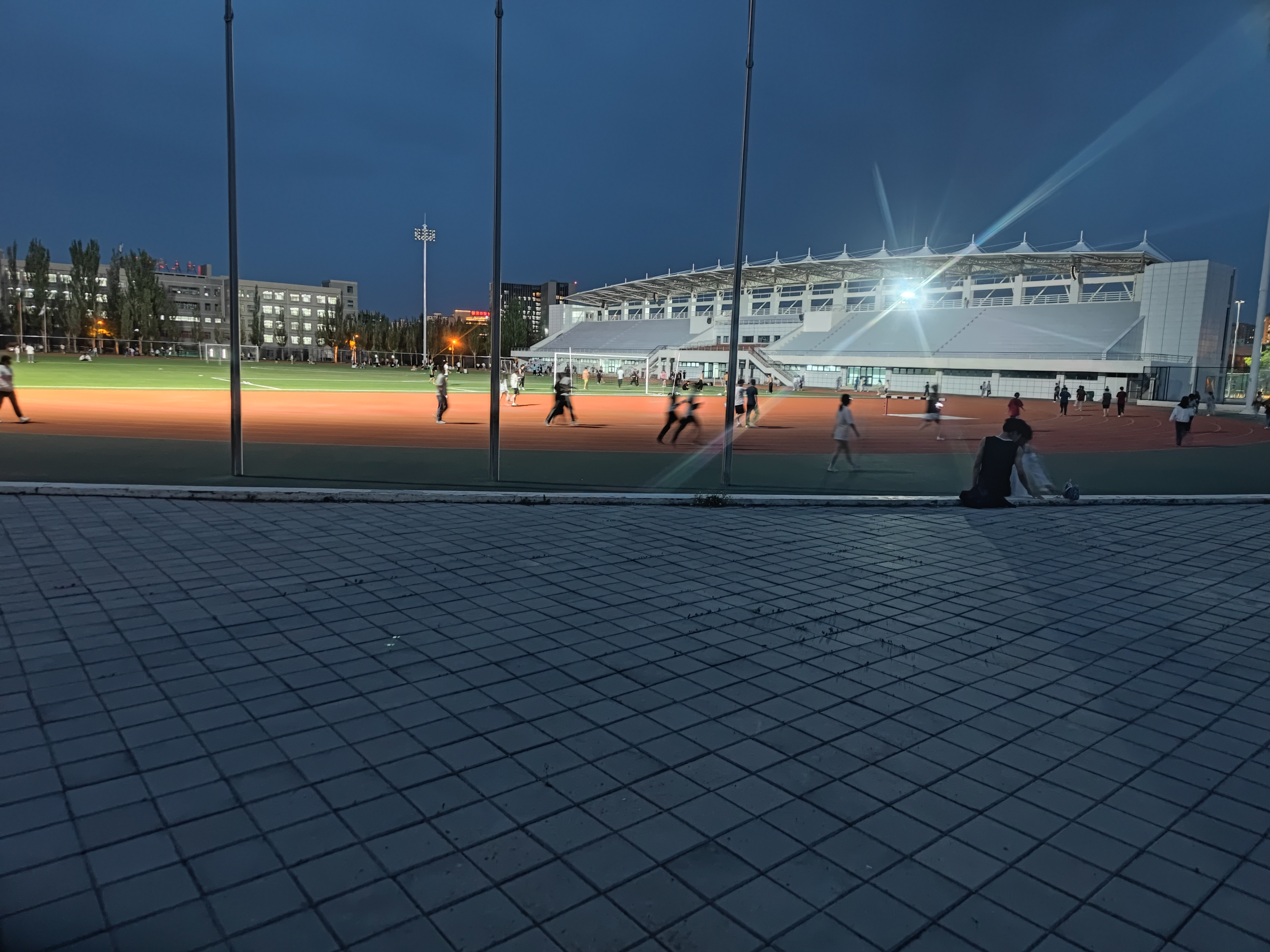
体育场
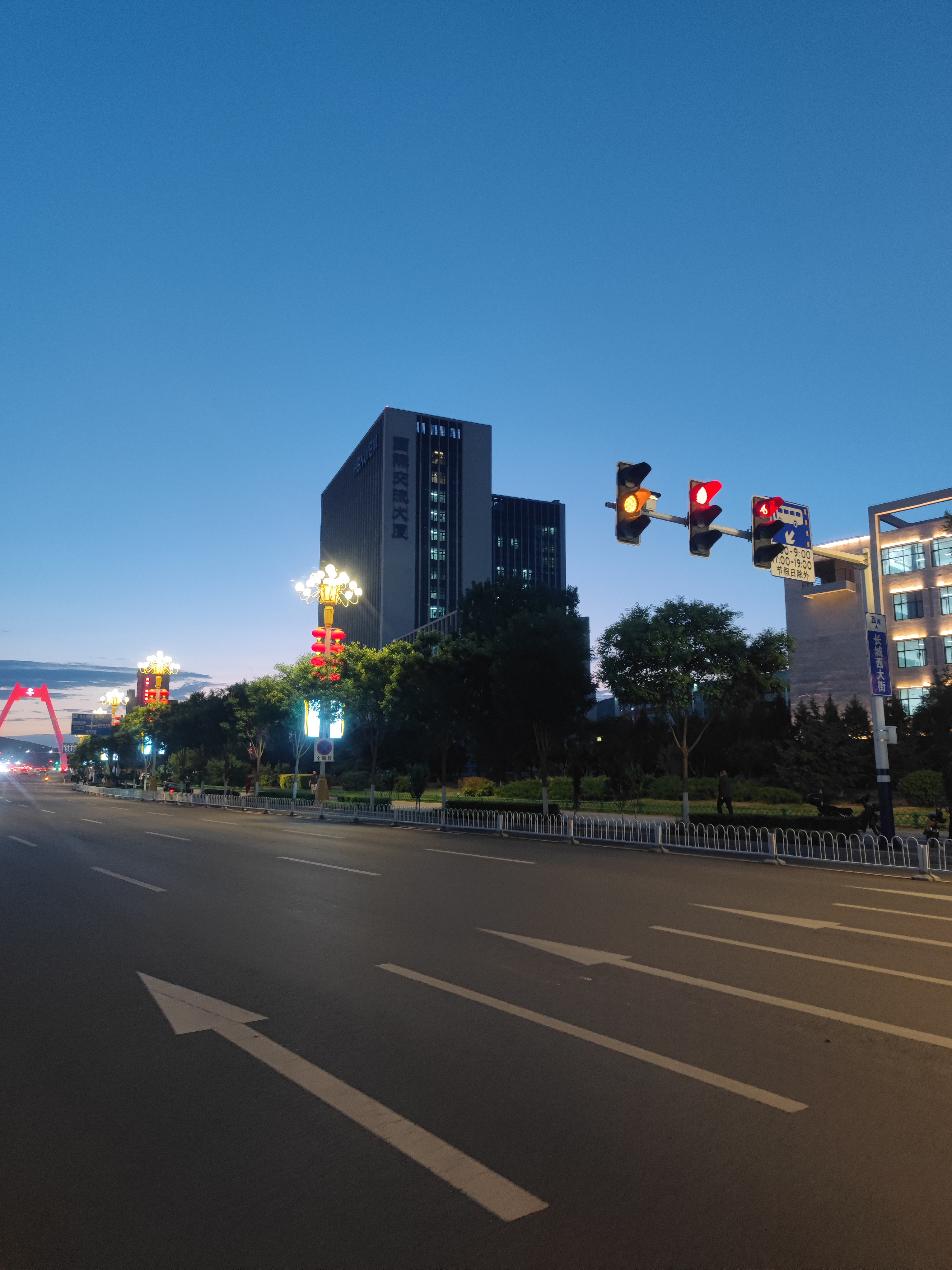
国际交流大厦

### 東校區
東校區位於張家口市高新區富強路，河北北方學院西校區東側10分鐘左右步行距離處，是三所校區中佔地面積最小的校區。東校區主要包括外國語學院、經管學院、藝術學院、演藝學院、和信息科學與工程學院等綜合性學科院系。但因東校區面積和設施有限等因素，每年會隨機安排一些院系新入學生至其他校區。
2015新生在該校區報到的學院
- 藝術學院
- 演藝學院

### 南校區
南校區位於張家口市區外的沙嶺子村，距離其他兩個校區較遠。主要包括農林和動物科技等專業，但每年因爲有來自其他校區的新生，所以會有一些綜合學科專業。
2015新生在該校區報到的學院
- 農林科學院
- 動物科技學院
- 文學院
- 理學院
- 法政學院
- 信息科學與工程學院

## 学术刊物
《河北北方学院学报》，现有神经药理学报，自然科学版，社会科学版三个板块。